# Eremodynerus chotanensis
Eremodynerus chotanensis är en stekelart som beskrevs av Blüthgen. Eremodynerus chotanensis ingår i släktet Eremodynerus och familjen Eumenidae. Inga underarter finns listade i Catalogue of Life.